# Der Mitternachtswalzer
Der Mitternachtswalzer ist ein österreichischer Stummfilm aus dem Jahre 1929 von Heinz Paul mit Elisabeth Pinajeff, André Mattoni, Gritta Ley und Malcolm Tod in den Hauptrollen. Die Geschichte basiert auf der gleichnamigen Operette von Österreicher & Willner.

## Handlung
Prinz Franz Xaver, ein bislang ein sorgloses Leben führender Thronfolger einer namenlosen Operettenmonarchie, muss nun endlich an den Ernst des Lebens denken. Als erstes wird ihm eine standesgemäße Braut, Prinzessin Nastja von Sylvanien, zugeführt. Doch schon an jenem Tag, an dem er seine hochgestellte Braut vom Bahnhof abholen soll, kommt ihm etwas dazwischen und zwar die junge Annerl, ein hübsches, einfaches Mädel vom Lande, die Franz Xaver viel besser gefällt. Auch zu Nastjas gegebene Galavorstellung in der Oper erscheint der Schlawiner nicht, stattdessen täuscht Franz Xaver wichtige, unaufschiebbare Staatsgeschäfte vor und vergnügt sich in dieser Zeit lieber mit Annerl und zwar bei einem Fest im Sophiensaal. Die versetzte Braut indes ist schwer erzürnt und fordert des Prinzen Adjutant Graf Harthenau, der ihr die Absage seines Chefs überbringt, auf, statt seiner mit ihr den Abend zu verbringen. Der Zufall bringt beide Paare noch am selben Abend im Sophiensaal zusammen und es kommt zu einem kleinen Eklat. Derart die Laune verhagelt, sitzt Franz Xaver den Rest des Abends nur noch maulend in der Ecke. Es ist bereits Mitternacht, da bittet Annerl ihren schlechtgelaunten Galan noch einmal zum Tanz, dem titelgebenden Mitternachtswalzer. 
Am nächsten Tag reisen beide zu des Prinzen Jagdschloss Hubertus, das abgelegen und von Wäldern umgeben, mitten im Gebirge liegt, ab. Auch zwischen Prinzessin Nastja und Graf Harthenau hat es derweil zu knistern begonnen. Um für sich allein zu sein, beschließt man eine kleine Spritztour mit dem Auto, die ebenfalls nach Hubertus führen soll. Die beiden Hochwohlgeborenen treffen hier aufeinander und es fliegen verbal die Fetzen. Dabei kommt es an den Tag, dass Nastja längst zarte Bande zu Harthenau geknüpft hat. Franz Xaver ist darüber höchst entzückt und hat nichts dagegen, wenn sein Adjutant und seine ungeliebte Braut ruckzuck das Land verlassen, um anderswo ihr Glück zu finden. Derweil ist der regierende Monarch sehr erbost, dass sein Filius sich mit niederem Gesinde wie Annerl, der Tochter des Fiakerkutschers, abgibt. Kurzerhand entsendet er seinen Sohn an den äußersten Rand des Reiches und beordert einen Hofbeamten, sich um Annerls Hand zu bemühen. Man glaubt schon, alles sei im Sinne der Staatsraison bestens gelöst, das taucht Prinz Franz Xaver bei Annerl auf und versichert ihr, dass er niemals von ihr lassen werde, egal was der Vater und der Hof verlangen würden.

## Produktionsnotizen
Der Mitternachtswalzer entstand bereits im Sommer 1928 mit Aufnahmen von Schloss Schönbrunn-Filmatelier und wurde am 26. Juli 1929 erstmals in Wien gezeigt. Vorhergehende Premieren gab es unter anderem in Graz, Prag und Berlin. Der Achtakter besaß eine Länge von 2454 Meter. 
Hans Ledersteger entwarf die Filmbauten. Für den Schauspielveteran Carmen Cartellieri war dies der letzte Filmauftritt.

## Kritik
Deutschlands Der Kinematograph zeigte sich enttäuscht: “Das Manuskript … ist reichlich langatmig geraten. (…) Heinz Paul … hat hier umständlich und ohne Schwung gearbeitet, auch von dem guten Kameramann Hans Theyer ist man eine viel bessere Photographie gewöhnt”.
Die Österreichische Film-Zeitung lobte kurz: „Ein ganz ausgezeichneter, sehr wirkungsvoller Wiener Film.“.
Das Grazer Tagblatt blies ins selbe Horn: „Dieser prunkvolle Ausstattungsfilm verkörpert in hervorragender Weise jenes Genre der liebenswürdigen Unterhaltung, wie es nur Wien hervorbringen kann.“.
Die linke Arbeiterpresse sah das erwartungsgemäß anders und bezeichnete den Film kurz als monarchistischen Kitsch.